# Mosaic dels peixos

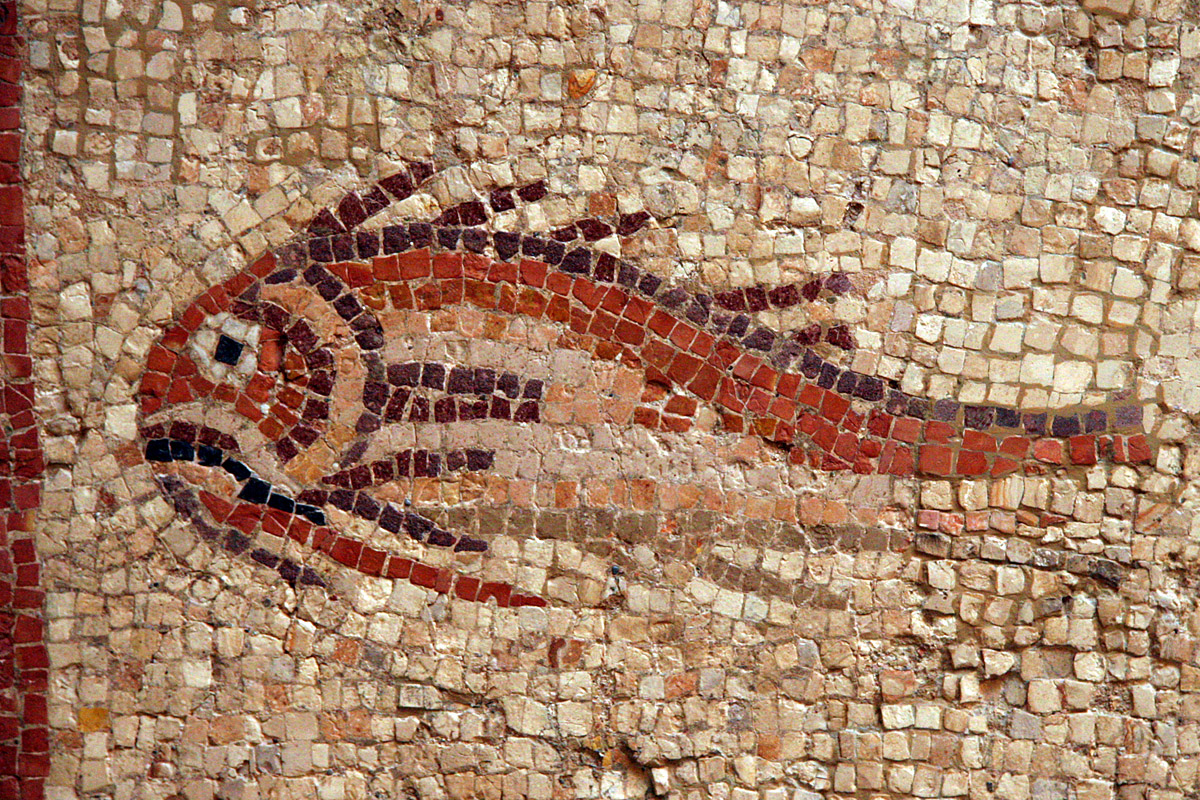
Detall del mosaic dels peixos de La Pineda

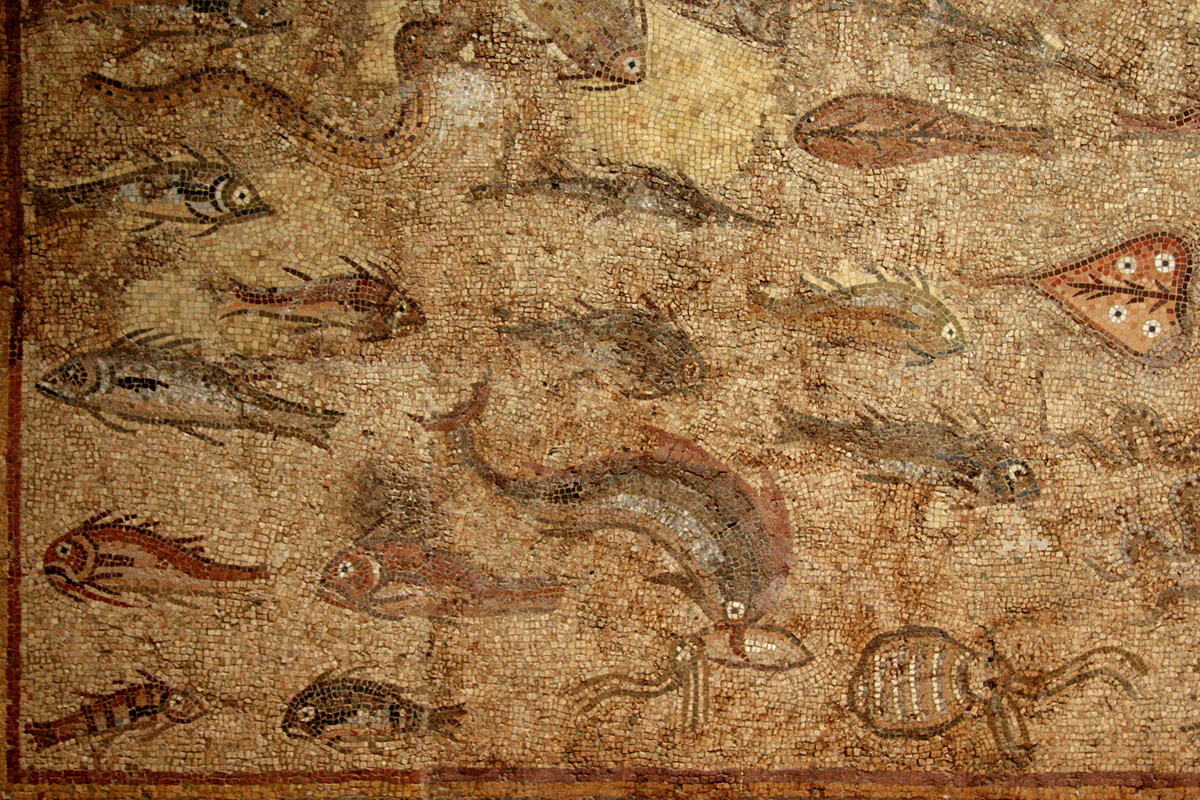
Vista parcial del mosaic dels peixos

El Mosaic dels peixos és un mosaic d'origen romà descobert el 1955 a la Pineda, a Vila-seca, que forma part de les restes d'una vil·la romana. Actualment està situat al vestíbul del Museu Nacional Arqueològic de Tarragona.
El mosaic, que representa peixos i animals marins, té 6,25 metres de longitud per 4,50 d'amplada. El camp del mosaic, rectangular de 3,68 x 2,68 m està decorat amb 47 representacions de la fauna marina, generalment peixos, però també crustacis, cefalòpodes i mamífers. Aquest motiu central està emmarcat per línies de tessel·les de colors; decorant la resta del mosaic hi ha una orla de peltes, disposades en forma de cinta ondulada amb decoració floral a l'interior. És una obra del començament del s. III dC i pertany al tipus de composició unitària, pròpia del mosaic africà, en el qual l'escena ocupa tot el camp musiu, front a la tendència de tradició hel·lenística de realitzar petites composicions independents (emblemata), envoltades d'una decoració geomètrica.